# هانا روژیچکووا
هانا روژیچکووا (چکی: Hana Růžičková؛ ۱۸ فوریه ۱۹۴۱ – ۲۹ مه ۱۹۸۱) ژیمناست هنری اهل چکسلواکی بود.